# Sankt Petri Passage
Sankt Petri Passage er en passage og et omkringliggende bygningskompleks, der forbinder Nørregade med Larslejsstræde i Indre By i København. Det nationalromantiske kompleks blev bygget for telefonselskabet KTAS (nu TDC) i 1901'erne og er også kendt som Telefonhuset. Det nye navn refererer til naboen Sankt Petri Kirke. De nuværende lejere omfatter Niels Brock Copenhagen Business College og flere danske og internationale virksomheder.

## Historie
KTAS havde til at begynde med til huse i komplekset omkring Jorcks Passage. Selskabet overtog grunden i Nørregade i 1899, og arkitekten Fritz Koch blev valgt til at tegne et nyt hovedkvarter der. Opførelsen begyndte i 1900 men skred langsomt fremad på grund af økonomiske problemer. Efter Kochs død i 1906 overtog Jens Ingwersen opførelsen af komplekset, der stod færdig i 1909. Det blev senere udvidet mellem 1917 og 1938 med inddragelse af eksisterende ejendomme i Nørregade 27 og 29 og med nye bygninger tegnet af Ingwersen på Larslejsstræde 4 og 6 og på Nørre Voldgade 38 på den anden side af blokken. Komplekset omfattede både selskabets hovedkvarter, værksteder og den primære telefoncentral.
KTAS Pensionskasse, der ejede komplekset, solgte det til Carlyle Group i 2007 forud for TDC's flytning til et nyt hovedkvarter ved Teglholmen i 2009. Bygningskomplekset gennemgik efterfølgende en omfattende renovering og blev omdøbt til Sankt Petri Passage som en reference til naboen Sankt Petri Kirke. Sankt Petri Passage blev solgt til Industriens Pension i januar 2015.

## Arkitektur
Komplekset omfatter 14 bygninger med et samlet gulvareal på ca. 45.000 m². Det er opført i røde mursten på en høj granitsokkel i nationalromantisk med mange dekorative detaljer. I den indre gård er der omkring 40 portrætrelieffer.
Nørregade 27 og 29 er begge fredede. Nr. 27 er en bygning i fem fag fra 1839. Nr. 29 i fem fag er fra omkring 1810.
Mellem bygninger danner en række gårde en passage mellem Nørregade og Larslejsstræde. Komplekset omfatter også et lille grønt område, Telefonistindehaven, der blev renoveret af Niels Junggreen Have i 1996.

## Lejere
Uddannelsesinstitutionen Niels Brock har en bygning her. Andre lejere tæller Google Denmark, Redbull Denmark, Karnov, advokatfirmaet Bruun & Hjejle, reklamebureauet Mensch og mediebureauet IPG Mediabrands.